# 10 000 mètres féminin aux championnats du monde d'athlétisme 2001
Navigation
Séville 1999 Paris 2003
L'épreuve du 10 000 mètres féminin des championnats du monde d'athlétisme 2001 s'est déroulée le 7 août 2001 au stade du Commonwealth d'Edmonton, au Canada. Elle est remportée par l'Éthiopienne Derartu Tulu.

## Résultats

### Finale
| Rang               | Athlète             | Pays        | Temps    | Notes |
| ------------------ | ------------------- | ----------- | -------- | ----- |
| Médaille d'or      | Derartu Tulu        | Éthiopie    | 31:48.81 |       |
| Médaille d'argent  | Berhane Adere       | Éthiopie    | 31:48.85 |       |
| Médaille de bronze | Gete Wami           | Éthiopie    | 31:49.98 |       |
| 4                  | Paula Radcliffe     | Royaume-Uni | 31:50.06 |       |
| 5                  | Mihaela Botezan     | Roumanie    | 32:03.46 |       |
| 6                  | Lyudmila Petrova    | Russie      | 32:04.94 | SB    |
| 7                  | Asmae Leghzaoui     | Maroc       | 32:06.35 |       |
| 8                  | Yamna Belkacem      | France      | 32:09.21 |       |
| 9                  | Haruko Okamoto      | Japon       | 32:14.56 |       |
| 10                 | Lyudmila Biktasheva | Russie      | 32:18.64 |       |
| 11                 | Deena Drossin       | États-Unis  | 32:18.65 |       |
| 12                 | Olivera Jevtić      | Yougoslavie | 32:19.44 |       |
| 13                 | Mizuki Noguchi      | Japon       | 32:19.94 |       |
| 14                 | Aster Bacha         | Éthiopie    | 32:25.81 |       |
| 15                 | Teresa Recio        | Espagne     | 32:30.56 |       |
| 16                 | Hrisostomia Iakovou | Grèce       | 32:31.46 | NR    |
| 17                 | Natalya Berkut      | Ukraine     | 32:32.68 |       |
| 18                 | Gunhild Haugen      | Norvège     | 32:33.72 |       |
| 19                 | Mari Ozaki          | Japon       | 32:39.17 |       |
| 20                 | Tina Connelly       | Canada      | 33:00.37 |       |
| 21                 | Ana Dias            | Portugal    | 33:03.78 |       |
| 22                 | Jennifer Rhines     | États-Unis  | 33:11.22 |       |
| 23                 | Inga Juodeškiené    | Lituanie    | 33:11.60 |       |
| 24                 | María Paredes       | Équateur    | 35:44.52 | PB    |

## Légende
Records et Performances
- AR : Record continental (area record)
- CR : Record des championnats (championship record)
- MR : Record du meeting (meet record)
- NR : Record national (national record)
- OR : Record olympique (olympic record)
- PR : Record paralympique (paralympic record)
- PB : Record personnel (personal best)
- SB : Meilleure performance personnelle de la saison (season's best)
- WL : Meilleure performance mondiale de l'année (world leader)
- WJR : Record du monde junior (world junior record)
- WR : Record du monde (world record)

Circonstances et Conditions
- DNF : N'a pas terminé (did not finish)
- DNS : N'a pas pris le départ (did not start)
- DQ : Disqualification (disqualification)
- NM : Aucun essai valable enregistré (No Mark)
- Q : Qualifié « directement » au prochain tour (ou à la prochaine compétition), lors d'une compétition majeure, grâce au classement ou à la réalisation des minima (automatic qualifier)
- q : Qualifié au prochain tour (ou à la prochaine compétition), lors d'une compétition majeure, grâce au repêchage ou à la réalisation de l'une des meilleures performances parmi celles des « non qualifiés directement » (grâce au meilleur temps ou à la meilleure distance par exemple) (secondary qualifier)